# Kramkówka Mała
Kramkówka Mała ist ein Dorf der Stadt-und-Land-Gemeinde (gmina miejsko-wiejska) Goniądz im Powiat Moniecki in der Woiwodschaft Podlachien, Polen.

## Lage
Kramkówka Mała liegt 7 km von Goniądz, 7 km von Mońki und 47 km von Białystok entfernt. 
Ortsteile/Schulzenämter:
Białosuknia |
Budne |
Budne-Żarnowo |
Dawidowizna |
Doły |
Downary |
Klewianka |
Kramkówka Duża |
Kramkówka Mała |
Krzecze |
Łazy |
Mierkienniki |
Olszowa Droga |
Osowiec |
Osowiec-Twierdza |
Owieczki |
Piwowary |
Płochowo |
Smogorówka Dolistowska |
Smogorówka Goniądzka |
Szafranki |
Uścianek |
Wojtówstwo |
Wólka Piaseczna |
Wroceń.
Andere Ortschaften:
Downary-Plac |
Grzędy |
Układek